# Thenea nicobarensis
Thenea nicobarensis är en svampdjursart som beskrevs av Lendenfeld 1907. Thenea nicobarensis ingår i släktet Thenea och familjen Pachastrellidae.
Artens utbredningsområde är havet utanför Indien. Inga underarter finns listade i Catalogue of Life.